# 维斯特罗廖
维斯特罗廖（義大利語：Vistrorio），是意大利都灵省的一个市镇。总面积4平方公里，人口529人，人口密度132.3人/平方公里（2009年）。ISTAT代码为001312。